# Nordlig tångräka
Nordlig tångräka (Eualus gaimardii) är en kräftdjursart som först beskrevs av H. Milne Edwards 1837.  Nordlig tångräka ingår i släktet Eualus och familjen Hippolytidae. Enligt den svenska rödlistan är arten otillräckligt studerad i Sverige. Arten förekommer i Götaland. Artens livsmiljö är havet.

## Underarter
Arten delas in i följande underarter:
- E. g. belcherii
- E. g. gaimardii